# Piranguinho
Piranguinho este un oraș în Minas Gerais (MG), Brazilia.